# Egentlige spætter
Underfamilien Egentlige spætter (Picinae) er den største underfamilie indenfor spættefuglene. Den indeholder 25 slægter og 188 arter.

## Udvalg af arter
- Slægt Blythipicus Bonaparte, 1854 (2 arter)
  - Kastaniebrun Spætte Blythipicus pyrrhotis

- Slægt Campephilus G.R. Gray, 1840 (11 arter)
  - Elfenbensspætte Campephilus principalis, sandsynligvis uddød.
  - Kejserspætte Campephilus imperialis, uddød.

- Slægt Campethera G.R. Gray, 1841 (12 arter)
  - Småplettet spætte Campethera punctuligera

- Slægt Celeus Boie, 1831 (12 arter)
  - Kravespætte Celeus torquatus

- Slægt Chrysocolaptes Blyth, 1843 (2 arter)
  - Hvidnakket sultanspætte Chrysocolaptes festivus
  - Stor sultanspætte Chrysocolaptes lucidus

- Slægt Colaptes Vigors, 1825 (9 arter)
  - Guldspætte Colaptes auratus
  - Andesguldspætte Colaptes rupicola

- Slægt Dendrocopos (Flagspætter) Koch, 1816 (20 arter)
  - Hvidrygget flagspætte Dendrocopos leucotos
  - Syrisk flagspætte Dendrocopos syriacus

- Slægt Dendropicos Malherbe, 1849 (15 arter)
  - Gulbuget askespætte Dendropicos goertae

- Slægt Dinopium Rafinesque, 1814 (4 arter)
  - Sortgumpet sultanspætte Dinopium benghalense

- Slægt Dryocopus Rafinesque, 1814 (7 arter)
  - Sortspætte Dryocopus martius
  - Amerikansk sortspætte Dryocopus pileatus

- Slægt Gecinulus Blyth, 1845 (2 arter)
  - Grønhovedet Spætte Gecinulus grantia

- Slægt Geocolaptes Swainson, 1832 (1 art)
  - Jordspætte Geocolaptes olivaceus

- Slægt Hemicircus Swainson, 1837 (2 arter)
  - Perlerygget spætte Hemicircus concretus

- Slægt Hypopicus Bonaparte, 1854 (1 art)
  - Brunbuget Flagspætte Hypopicus hyperythrus

- Slægt Meiglyptes Swainson, 1837 (3 arter)
  - Sortbroget Tigerspætte Meiglyptes jugularis

- Slægt Melanerpes Swainson, 1832 (23 arter)
  - Agernspætte Melanerpes formicivorus
  - Gilaspætte Melanerpes uropygialis
  - Rødhovedet spætte Melanerpes erythrocephalus
  - Zebraspætte Melanerpes carolinus

- Slægt Mulleripicus Bonaparte, 1854 (3 arter)
  - Stor myrespætte Mulleripicus pulverulentus

- Slægt Picoides Lacepede, 1799 (13 arter).
  - Amerikansk flagspætte Picoides villosus
  - Dværgflagspætte Picoides pubescens
  - Tretået spætte Picoides tridactylus
  - Rødpenslet flagspætte Picoides borealis
  - Sortrygget flagspætte Picoides arcticus

- Slægt Piculus Spix, 1824 (10 arter)
  - Gråkronet Spætte Piculus auricularis

- Slægt Picus (Grønspætter) Linnaeus, 1758 (15 arter)
  - Grønspætte Picus viridis
  - Gråspætte Picus canus
  - Gulnakket grønspætte Picus chlorolophus

- Slægt Reinwardtipicus Bonaparte, 1854 (1 art).
  - Orangerygget Spætte Reinwardtipicus validus

- Slægt Sapheopipo Hargitt, 1890 (1 art).
  - Okinawaspætte Sapheopipo noguchii

- Slægt Sphyrapicus S.F. Baird, 1858 (4 arter).
  - Gulbuget saftspætte Sphyrapicus varius
  - Rødhovedet saftspætte Sphyrapicus ruber
  - Rødnakket saftspætte Sphyrapicus nuchalis

- Slægt Veniliornis Bonaparte, 1854 (13 arter).
  - Pletøret Spætte Veniliornis affinis

- Slægt Xiphidiopicus Bonaparte, 1854 (1 art).
  - Cubagrønspætte Xiphidiopicus percussus